# Равник при Хотедршици
Равник при Хотедршици (словен. Ravnik pri Hotedršici) је насељено место у општини Логатец, Средњесловенска регија, Словенија.

## Историја
До територијалне реорганизације у Словенији био је у саставу старе општине Логатец.

## Становништво
У попису становништва из 2011. године, Равник при Хотедршици је имао 54 становника.
| Број становника према пописима | Број становника према пописима | Број становника према пописима |
| ------------------------------ | ------------------------------ | ------------------------------ |
| 1991                           | 2002                           | 2011                           |
| 57                             | 53                             | 54                             |

Напомена: До 1955. исказивано под именом Равник.